# Jaroslav Šulc (paleontolog)
Jaroslav Šulc (* 21. října 1903, Praha – 20. května 1943, Berlín-Plötzensee) byl český paleontolog, popravený nacisty.

## Život
Studoval paleontologii na Karlově univerzitě, kde byl roku 1929 promován doktorem přírodních věd, poté byl asistentem profesora paleontologie Jaroslava Pernera do roku 1933. Působil v odboji, byl zatčen gestapem a popraven v Berlíně-Plötzensee, podle zprávy gestapa „pro illegální činnost proti říši“.
Jeho nejrozsáhlejší publikované dílo Otolity paleogénu okolí Biarritz, týkající se lokality v jižní Francii, vyšlo roku 1932 souběžně česko-francouzsky. Převážně z oboru paleozoologie a geologie středních Čech publikoval odborné stati, spoluautory některých z nich byli geologové Odolen Kodym a Bedřich Bouček.